# كانديدا مونتيلا دي مدينا
كانديدا مونتيلا دي مدينا (بالإنجليزية: Cándida Montilla de Medina)‏ طبيبة نفسانية إكلينيكية. كانت زوجة الرئيس دانيلو مدينا، مونتيلا دي مدينا هي السيدة الأولى للجمهورية الدومينيكية في عام 2012.

## نبذة
ولدت مونتيلا دي مدينا في سانتو دومينغو، حيث أقامت معظم حياتها. تخرجت من جامعة كاتوليكا سانتو دومينغو وأصبحت أخصائية نفسية سريرية، متخصصة في العلاج الأسري. كما درست إدارة الموارد البشرية في معهد بيك للعلاج السلوكي المعرفي في ضواحي فيلادلفيا، بنسلفانيا. تزوجت مونتيلا من زوجها دانيلو مدينا في عام 1987. ولديهما ثلاث بنات: كاندي سيبلي وفانيسا دانييلا وآنا بولا.